# トニー・ローム/殺しの追跡
『トニー・ローム/殺しの追跡』（Tony Rome）は1967年のアメリカ合衆国の映画。出演はフランク・シナトラなど。
本作の続編に、1968年に制作された『セメントの女』がある。

## キャスト
※括弧内は日本語吹替（初回放送1972年4月10日『月曜ロードショー』DVD収録）
- トニー・ローム：フランク・シナトラ（前田昌明）
- アン・アーチャー：ジル・セント・ジョン（北浜晴子）
- ダイアナ・パインズ：スー・リオン（山崎左度子）
- リタ・ニールセン：ジーナ・ローランズ（来宮良子）
- ルディ・コスターマン：サイモン・オークランド（木村幌）
- デイブ・サンティーニ：リチャード・コンテ（大木民夫）
- ローナ：ジーン・クーパー

## スタッフ
- 監督：ゴードン・ダグラス
- 製作：アーロン・ローゼンバーグ
- 原作：マーヴィン・H・アルバート
- 脚本：リチャード・ブリーン
- 撮影：ジョセフ・バイロック
- 編集：ロバート・L・シンプソン
- タイトル曲：リー・ヘイズルウッド
- 音楽：ビリー・メイ
- 吹替制作：トランスグローバル